# Jan Hong
Jan Hong (kitajsko: 阎红; pinjin: Yan Hong), kitajska atletinja, * 23. oktober 1966, Tjeling, Ljudska republika Kitajska.
Ni nastopila na poletnih olimpijskih igrah. Na svetovnih prvenstvih je osvojila bronasto medaljo leta 1987 v hitri hoji na 10 km, na svetovnih dvoranskih prvenstvih pa srebrno medaljo leta 1985 v hitri hoji na 3000 m. 16. marca 1985 je postavila svetovni rekord v hitri hoji na 10 km s časom 44:14, ki je veljal dve leti. 